# Triphosa dubitata
Triphosa dubitata (tên tiếng Anh: Tissue) là một loài bướm đêm thuộc họ Geometridae. Nó được tìm thấy ở châu Âu tới Nhật Bản.
Sải cánh dài 38–48 mm. Con trưởng thành bay từ tháng 8 đến tháng 9 tùy theo địa điểm.
Ấu trùng ăn các loài Prunus padus, Rhamnus (bao gồm Rhamnus frangula và Rhamnus cathartica) và Fraxinus excelsior.

## Hình ảnh

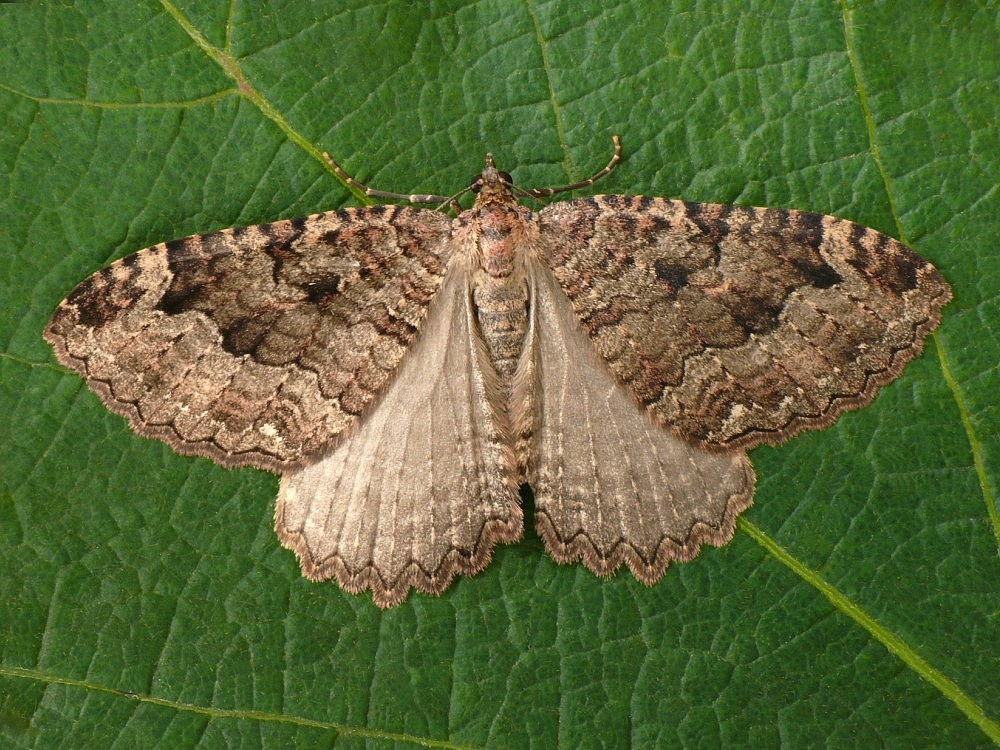
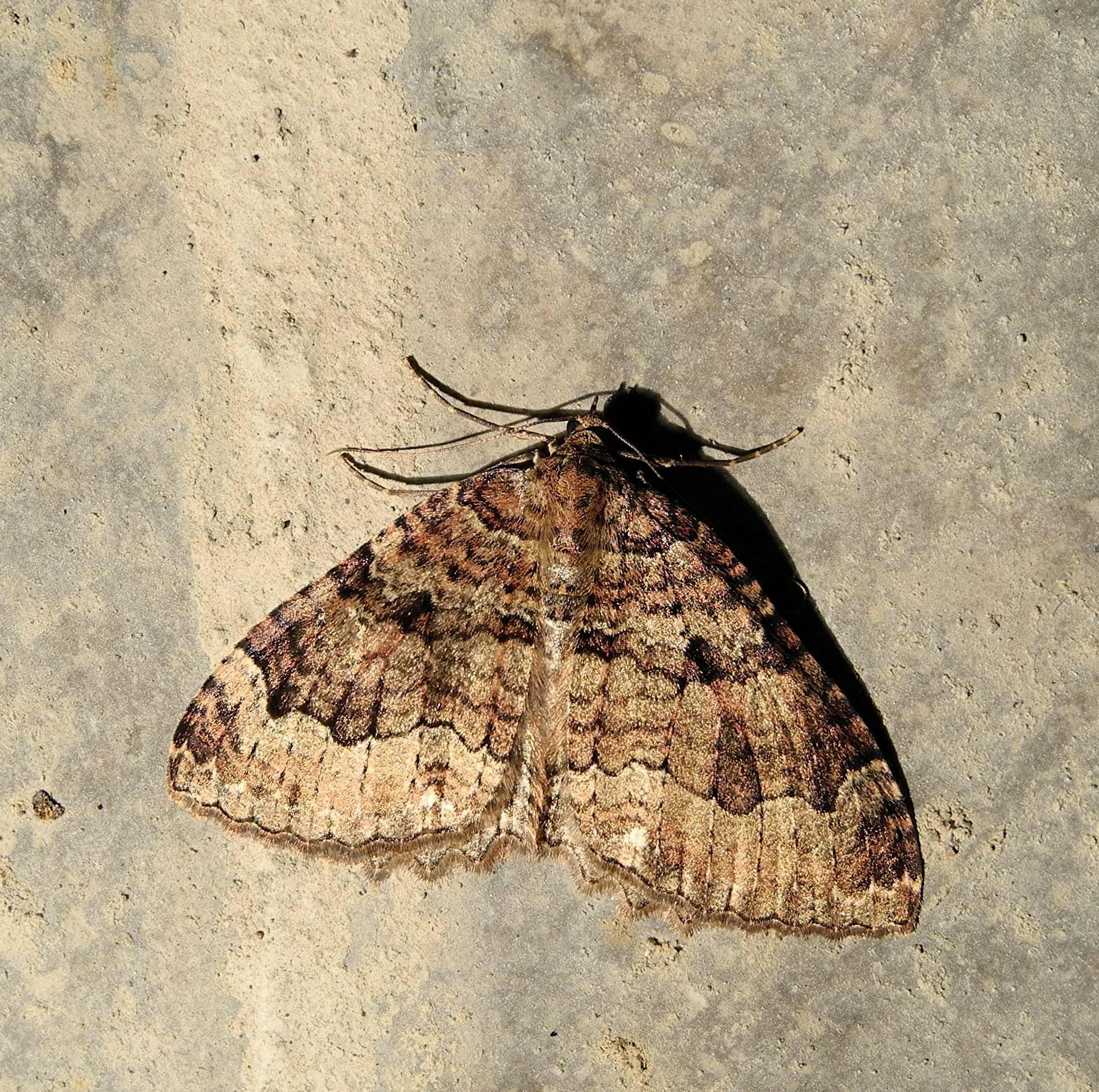
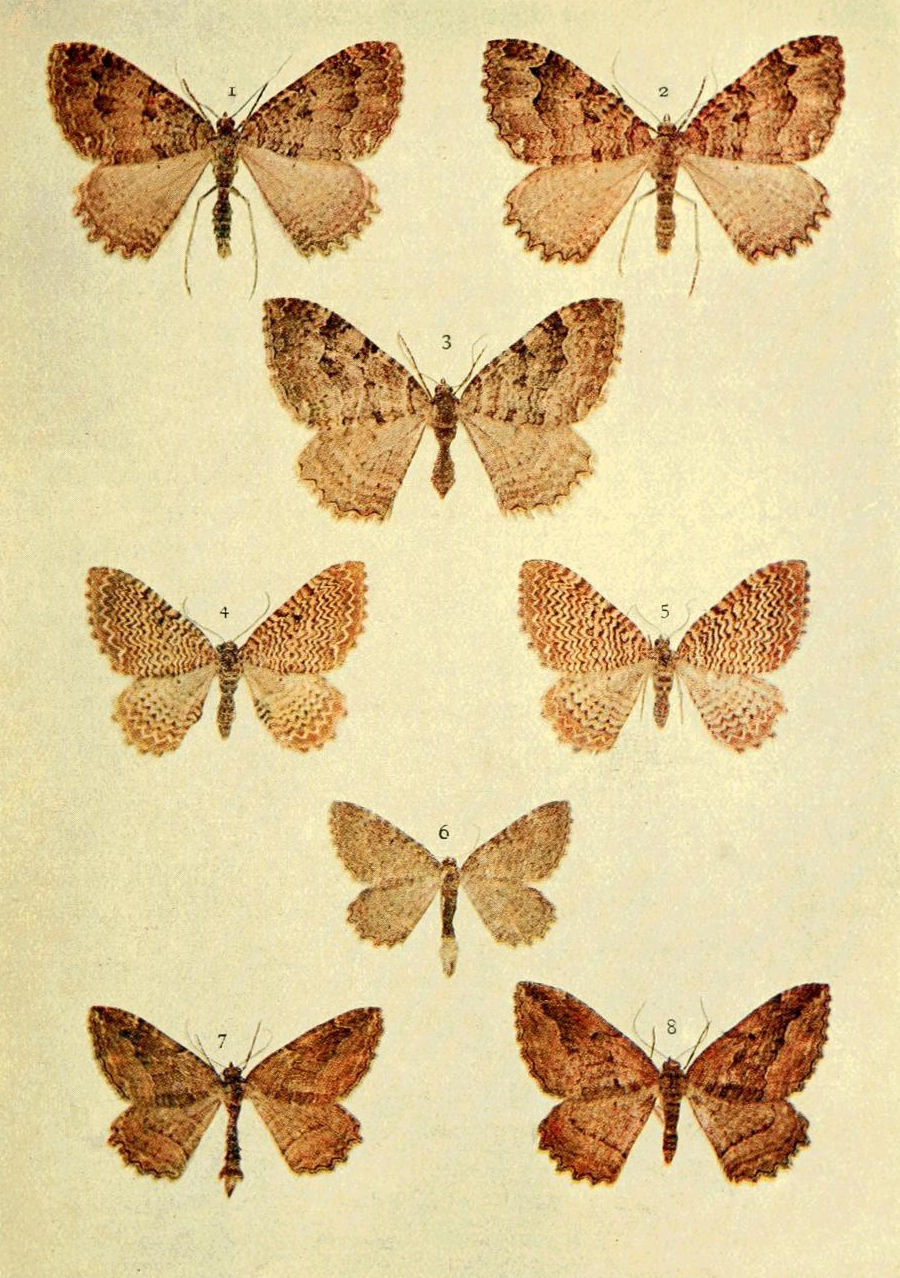
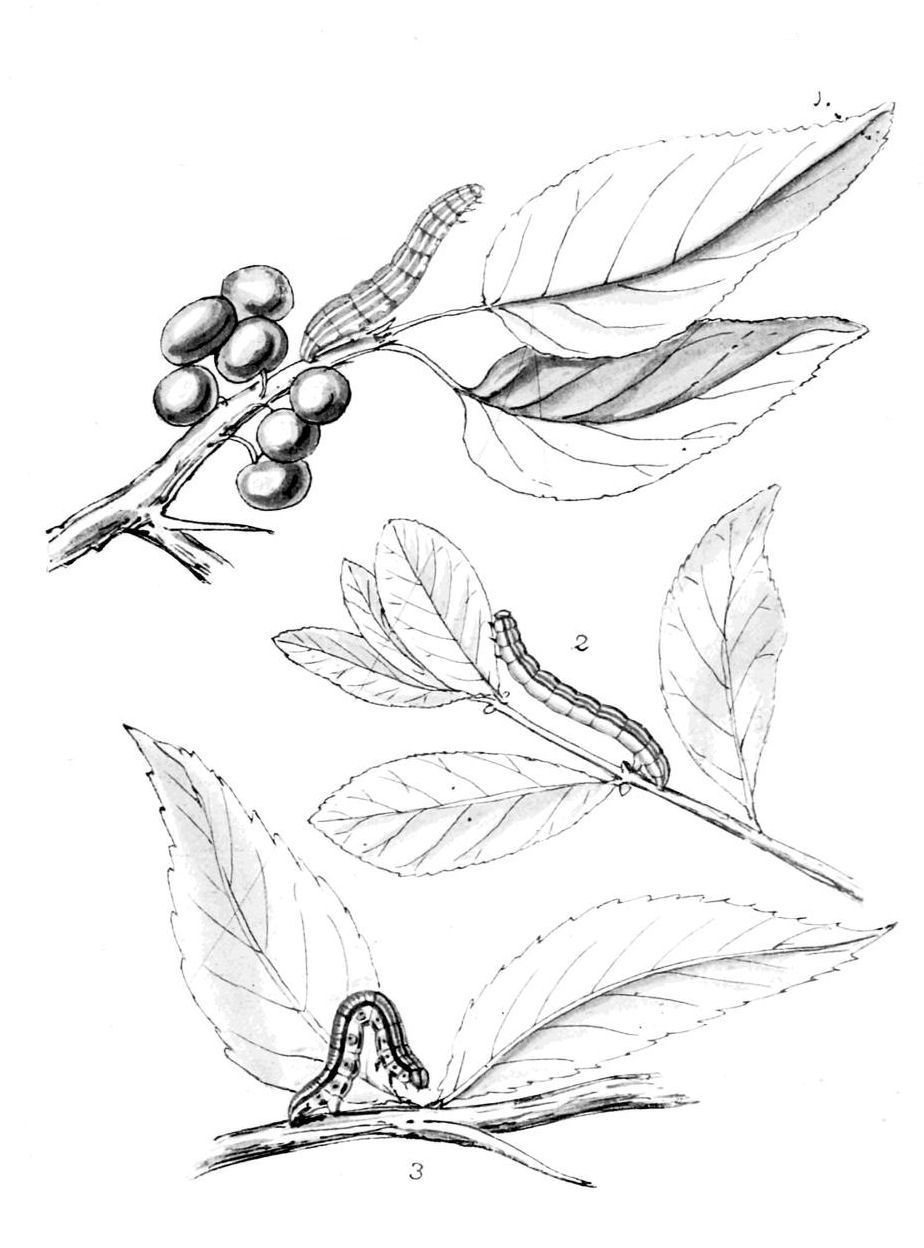

## Phụ loài
- Triphosa dubitata dubitata
- Triphosa dubitata amblychiles